# Mario Sansone
Mario Sansone (Lucera, 22 febbraio 1900 – Roma, 2 gennaio 1996) è stato un critico letterario e storico della letteratura italiano.

## Biografia
Mario Sansone nacque a Lucera in provincia di Foggia nel 1900. Compì gli studi universitari presso l'Università di Napoli, dove si laureò nel 1922 avendo come docente di Letteratura italiana il grande dantista Francesco Torraca.
Ottenuta la libera docenza nel 1941 ebbe l'incarico di professore ordinario presso l'Università di Bari dove rimase fino al 1970 a insegnare Letteratura italiana. Nel 1954 fu eletto preside della Facoltà di Lettere.
È stato consigliere-fondatore della Fondazione Marino Piazzolla. Dal 1966 fino alla morte, Sansone ha presieduto il Premio Nazionale "Lanciano" di poesia dialettale (poi "Lanciano-Mario Sansone"), fondato dai poeti abruzzesi Ottaviano Giannangeli e Giuseppe Rosato. 
Era il fratello maggiore dell'uomo politico Luigi Renato Sansone.

## Una vicenda di cronaca nera
Il 25 luglio 1956, a Bari, Mario Sansone fu raggiunto da due colpi di pistola esplosi dalla moglie gelosa, che lo aveva sorpreso mentre si intratteneva in una stanza d'albergo con una giovane assistente, Gloria Pasquariello, futura madre del giudice Henry John Woodcock. Il processo, celebrato l'anno successivo, ebbe vasta risonanza mediatica e si concluse con la condanna della moglie a due anni e quattro mesi di carcere, poi ridotti a un anno e sei mesi.

## Pensiero
L'opera di critica e di storiografia di Sansone risente pienamente della filosofia e dell'estetica di Benedetto Croce, secondo la lezione trasmessagli dal suo maestro Francesco Torraca.
L'autore che il critico analizzò in modo più approfondito fu Alessandro Manzoni e lo studio della critica e della storiografica dei primi saggi dell'autore e della sua poetica possono considerarsi "dei classici della critica letteraria italiana del Novecento" .

## Opere
- Saggio sulla storiografia manzoniana, Ricciardi, Napoli, 1938
- Storia della letteratura italiana, Principato, Milano-Messina, 1938
- L'Aminta di Torquato Tasso, Principato, Milano-Messina, 1941
- La poesia giovanile di Alessandro Manzoni, Principato, Milano-Messina, 1941
- L'opera poetica di Alessandro Manzoni, Principato, Milano-Messina, 1947
- Unità poetica e unità dialettica, Laterza, Bari, 1947
- Introduzione allo studio delle letterature dialettali in Italia, Adriatica, Bari, 1948
- Studi di Storia letteraria, Adriatica, Bari, 1950
- Letture e studi danteschi, De Donato, Bari, 1975
- Disegno storico della letteratura italiana. Nuova edizione rifatta ed ampliata, Principato, 1978
- Manzoni francese 1805 – 1810. Dall'Illuminismo al Romanticismo, Laterza, Roma-Bari, 1993
- Storicità e letteratura: da Machiavelli a Leopardi, Edizioni Scientifiche Italiane, Napoli, 1997
- Carte vecchie e nuove sul Manzoni, a cura di M. Dell'Aquila,, pagg. 264, Schena Editore, Fasano, 1998, ISBN 88-8229-047-6
- Da Bembo a Galiani: il dibattito sulla lingua italiana, a cura di Francesco Tateo, pagg. 244, Adriatica, Bari, 1999

## Onorificenze
Il 2 giugno 1966 fu insignito della Medaglia d'oro ai Benemeriti della Scuola della Cultura e dell'arte .